# Beckenmühle (Wieseth)
Beckenmühle ist ein Gemeindeteil der Gemeinde Wieseth im Landkreis Ansbach (Mittelfranken, Bayern). Beckenmühle liegt in der Gemarkung Aichau.

## Geografie
Bei der Einöde fließen der Ahornbach und Feldbach zum Löschenbach zusammen, einem rechten Zufluss der Wieseth. Im Nordwesten erhebt sich der Zescherberg (479 m ü. NHN) im Löscherholz. Im Nordosten liegt das Waldgebiet Kohlplatte. Ein Anliegerweg führt zu einer Gemeindeverbindungsstraße (0,4 km südlich), die nach Ammonschönbronn (0,4 km südlich) bzw. nach Lölldorf verläuft (0,7 km östlich).

## Geschichte
Von 1797 bis 1808 unterstand der Ort dem Justiz- und Kammeramt Feuchtwangen. Mit dem Gemeindeedikt (frühes 19. Jahrhundert) wurde Beckenmühle dem Steuerdistrikt Gräbenwinden und der Ruralgemeinde Aichau zugeordnet. Im Zuge der Gebietsreform in Bayern wurde Beckenmühle am 1. Januar 1972 nach Wieseth eingemeindet.

### Einwohnerentwicklung
| Jahr      | 001818 | 001840 | 001861 | 001871 | 001885 | 001900 | 001925 | 001950 | 001961 | 001970 | 001987 |
| Einwohner | 5      | 4      | 6      | 10     | 5      | 8      | 6      | 8      | 3      | 4      | 3      |
| Häuser    | 1      | 1      |        |        | 1      | 1      | 1      | 1      | 1      |        | 1      |
| Quelle    | [ 7 ]  | [ 8 ]  | [ 9 ]  | [ 10 ] | [ 11 ] | [ 12 ] | [ 13 ] | [ 14 ] | [ 15 ] | [ 16 ] | [ 1 ]  |

## Religion
Der Ort ist evangelisch-lutherisch geprägt und bis heute nach St. Wenzeslaus (Wieseth) gepfarrt. Die Einwohner römisch-katholischer Konfession waren ursprünglich nach St. Ulrich und Afra (Feuchtwangen) gepfarrt, heute ist die Pfarrei Herz Jesu (Bechhofen) zuständig.